# NGC 663
NGC 663 је расејано звездано јато у сазвежђу Касиопеја које се налази на NGC листи објеката дубоког неба.
Деклинација објекта је + 61° 13' 6" а ректасцензија 1h 46m 17,0s. Привидна величина (магнитуда) објекта NGC 663 износи 7,1. NGC 663 је још познат и под ознакама OCL 333.